# Aurélie Dorzée
Aurélie Dorzée is een Belgische zangeres en violiste.
Dorzée was lid van de bekende Waalse folkband Panta Rhei. In 2003 richtte ze met Didier Laloy en Luc Pilartz (beiden ook lid van Panta Rhei) het Trio Trad op.
Met Tom Theuns (Ambrozijn) en Stephan Pougin richtte ze nadien Aurélia op, dat een soort avant-garde folk speelt, vermengd met jazz en wereldmuziek. Op het vierde album is Pougin vervangen door de Senegalese percussionist Serigne CM Gueye.
In 2009 nam Dorzée het solo-album Horror Vacui op.

## Discografie
- Horror Vacui (2009 Homerecords)
- L'art de voler (2015)

Met Aurélia
- Festina Lente (2005)
- Hypnogol (2007)
- The hour of the wolf (2010)
- La Creation du monde (2012)